# Hypselosaurus
Genre
Hypselosaurus (du grec ancien ὑψηλός « haut » et σαυρος « lézard ») est un titanosaure d'environ 27 mètres de long retrouvé sur le territoire de l'actuelle Europe. Il aurait vécu lors du Crétacé supérieur (Maastrichtien). Il a été décrit scientifiquement pour la première fois par Pierre Émile Philippe Matheron en 1846 et a été nommé formellement en 1869 à partir d'échantillons retrouvés en Provence (France).

## Histoire

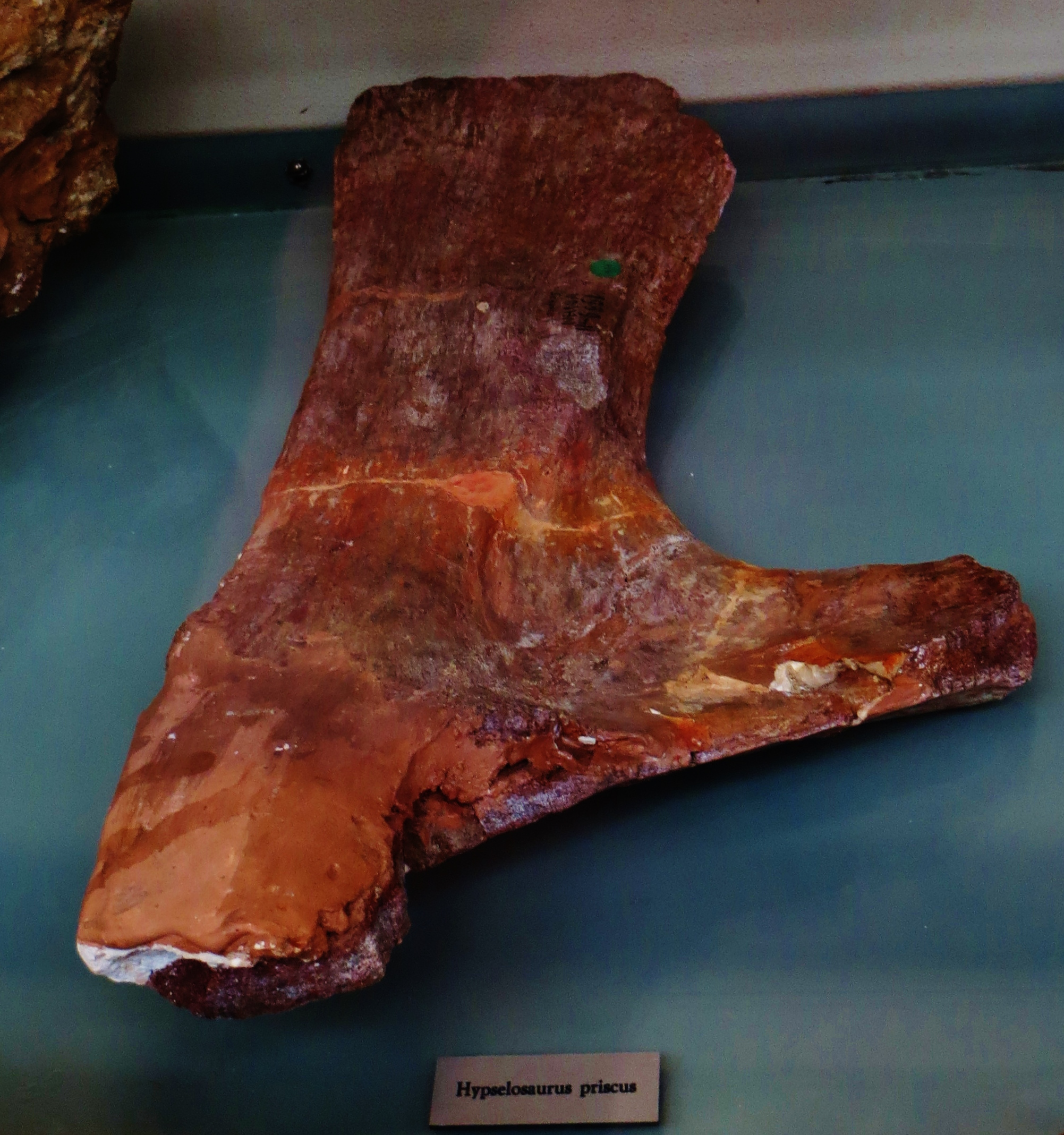
Fossile d'Hypselosaurus priscus.

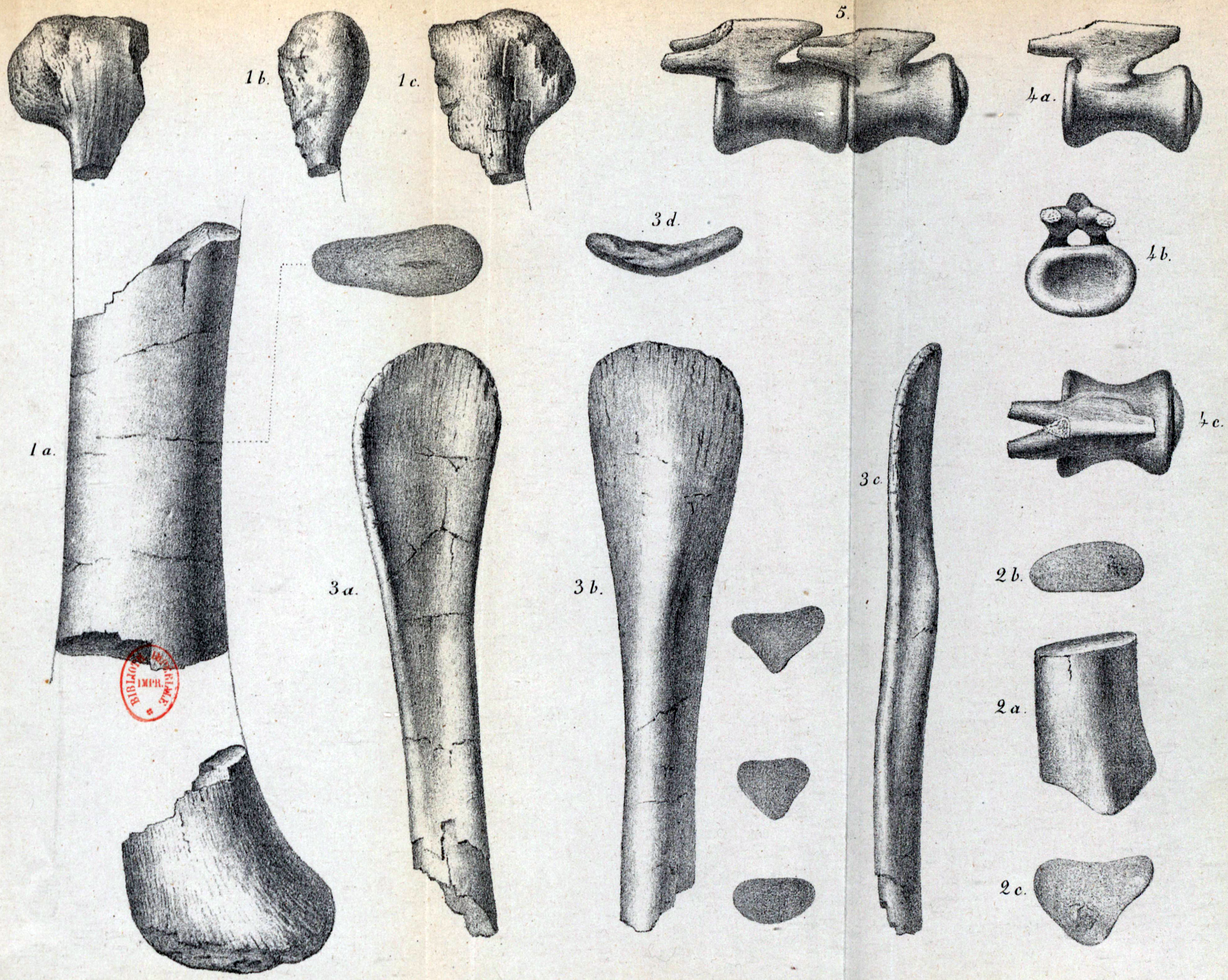
Représentation d'os de l'Hypselosaurus par Philippe Matheron en 1868.

En 1846, Matheron et Paul Gervais découvrent des œufs particulièrement gros (environ 1 pied soit 30 cm de longueur) qu'ils soupçonnent d'appartenir à cet animal, qu'ils n'identifient pas à l'époque comme étant un dinosaure. Ces œufs seront reconnus comme tel plusieurs dizaines d'années plus tard.
Il est considéré comme nomen dubium par nombres de spécialistes, notamment Upchurch et al. (2004) et  Le Loeuff (2005),.

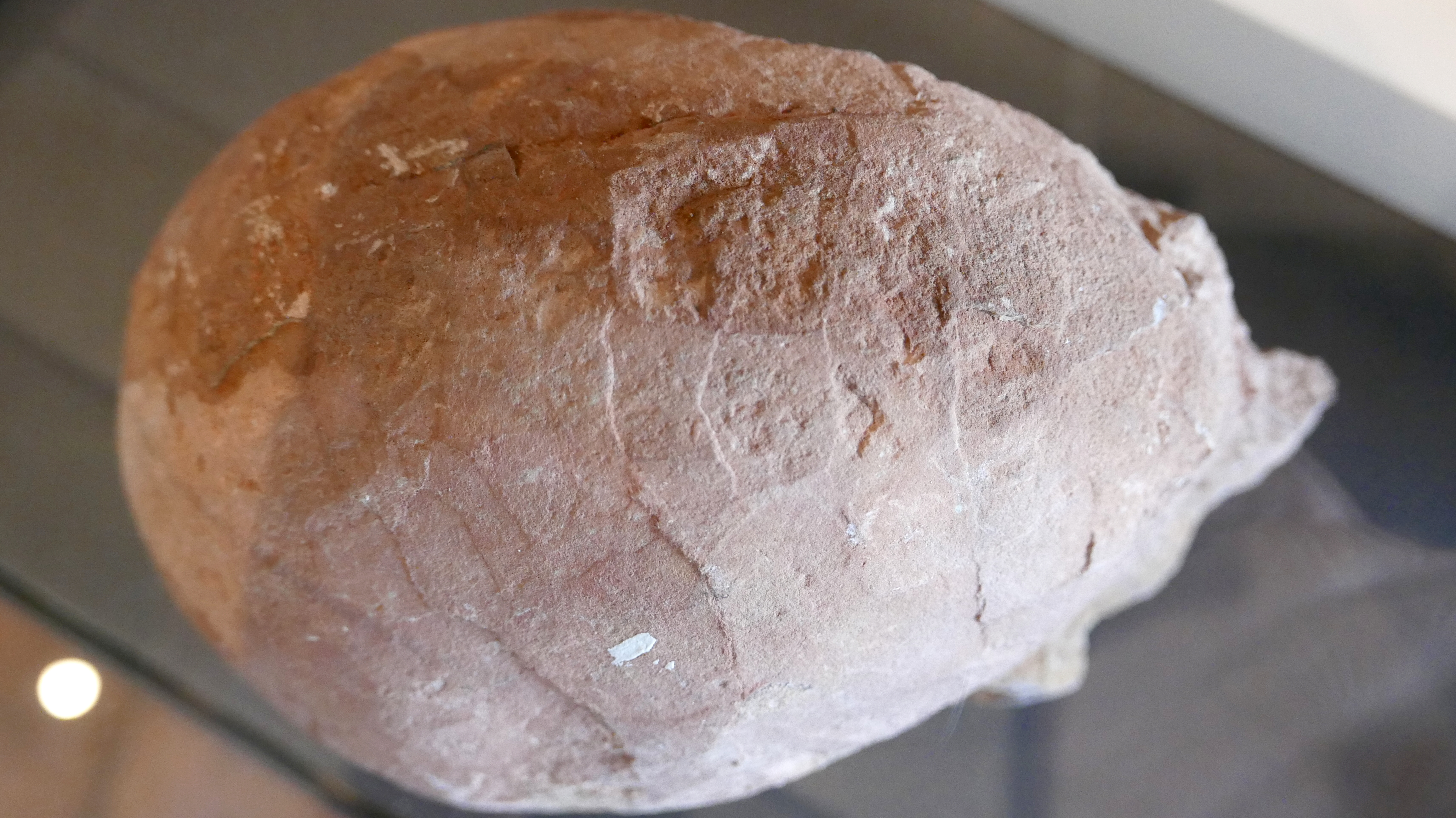
œuf de Hypselosaurus